# Золоте узбережжя

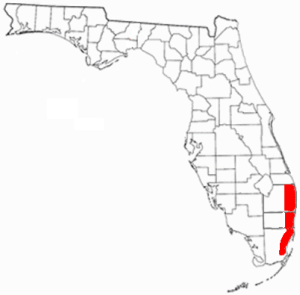
Прибережні райони Маямі-Дейд, Бровард та Палм-Біч

Золоте узбережжя — область американського штату Флорида, що розташована на узбережжі Атлантичного океану Південної Флориди, що містять міста Маямі, Форт-Лодердейл та Палм-Біч (у 21 сторіччі мешканці повіту відносять себе до Скарбового узбережжя), хоча його визначення з часом змінювалося. Одне з найвідоміших просторічних назв цієї частини Флориди, що посилається на багатство та пихатий тропічний спосіб життя, що характеризує цю область узбережжя ЗДА.
До виникнення у 1960-их роках назви Скарбове узбережжя, Золоте узбережжя сягало далі на північ до Космічного узбережжя.
Золоте узбережжя разом зі Скарбовим належить до міської конурбації Великого Маямі.

## Історія
Назва з'явилася, коли регіон вперше побачив значне підесення. Це було добре встановлено під час опитування про просторічні області Флориди у 1982 році Арі Дж. Ламме та Реймоном К. Олдаковським, що вказують, що назва позначала «високу вартість життя у цих районах, а також прпустимо блискучий спосіб життя». У той час респонденти з округу Дейд (тепер Маямі-Дейд) на півдні, до округів Бровард, Палм-Біч та Мартін на півночі, визначили свою область як Золоте узбережжя.
Опитування широких верств населення  тих самих авторів 2007 року встановило, що Золоте узбережжя все ще залишається одним з найвідоміших з усіх областей штату Флорида, але воно зменшилося насамперед до округів Маямі-Дейд та Бровард. Мешканці округів Палм-Біч та Мартін переважно визначили свою область як частину Узбережжя скарбів, до якого також належать округи Сент-Люсі та Індіан-Рівер. Ламме та Олдаковський зазначають, що округ  Палм-Біч все зе залишався частиною Південної Флориди та Великого Маямі. Вони припускають, що негативні конотації, що склалися щодо Золотого узбережжя, та бажання відділитися від Маямі, ймовірно, призвели до появи окремого Узбережжя скарбів.

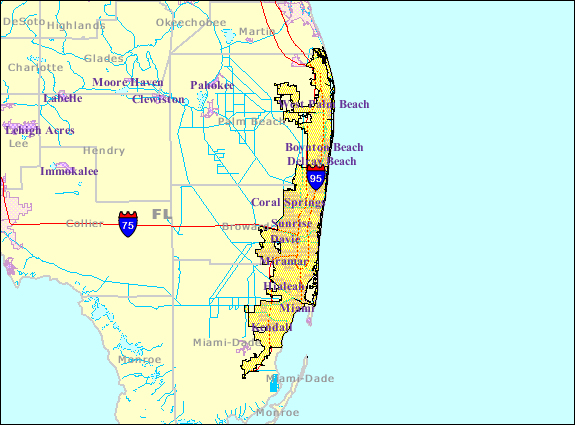
Золоте узбережжя, порівняно з зображенням вище, показує, що регіон складається переважно з довгих міських скупчень уздовж південно-східного узбережжя Флориди, Великого Маямі